# Epicimelia theresiae
Epicimelia theresiae är en fjärilsart som beskrevs av Korb 1900. Epicimelia theresiae ingår i släktet Epicimelia och familjen Axiidae. Inga underarter finns listade i Catalogue of Life.